# Пајн Вилиџ (Индијана)
Пајн Вилиџ (енгл. Pine Village) град је у америчкој савезној држави Индијана.

## Демографија
По попису из 2010. године број становника је 217, што је 38 (-14,9%) становника мање него 2000. године.
| Група             | 2000.       | 2010.       |
| Белци             | 248 (97,3%) | 214 (98,6%) |
| Афроамериканци    | 0 (0,0%)    | 0 (0,0%)    |
| Азијати           | 0 (0,0%)    | 2 (0,9%)    |
| Хиспаноамериканци | 2 (0,8%)    | 1 (0,5%)    |
| Укупно            | 255         | 217         |